# Направлення

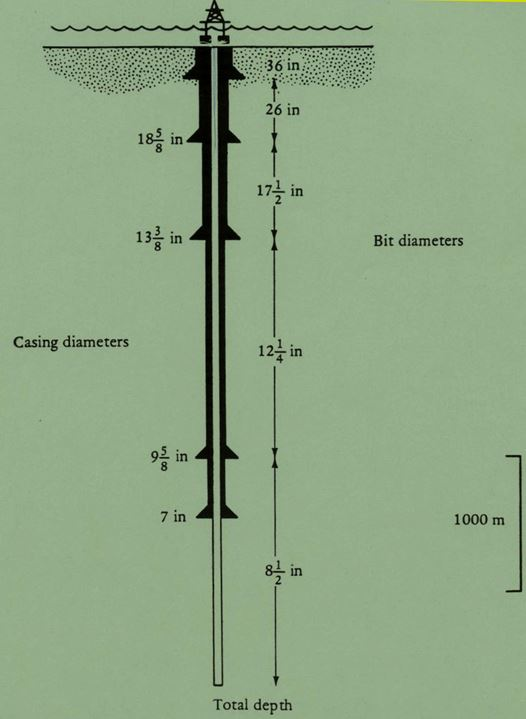

Направлення — перша труба або колона труб, призначена для кріплення верхніх шарів ґрунту, складених нестійкими породами, для запобігання розмиву гирла свердловини та направлення потоку промивальної рідини із свердловини в очисну систему. Глибина спуску направлення залежить від стану ґрунту і коливається від 5 — 7 до кількох десятків метрів.
При бурінні свердловин на морі направлення служить для ізоляції стовбура свердловини від водяної товщі. В цьому випадку направлення називають водоізоляційною колоною.